# Юусе Сарос
Юусе Сарос (фін. Juuse Saros; 19 квітня 1995, м. Гямеенлінна, Фінляндія) — фінський хокеїст, воротар. Виступає за «Нашвілл Предаторс» (НХЛ).
Вихованець хокейної школи ГПК (Гямеенлінна). Виступав за ГПК (Гямеенлінна).
У чемпіонатах Фінляндії — 91 матч, у плей-оф — 6 матчів.
У складі національної збірної Фінляндії учасник чемпіонатів світу 2014 і 2015 (1 матч); учасник EHT 2014 і 2015 (2 матчі). У складі молодіжної збірної Фінляндії учасник чемпіонатів світу 2014 і 2015. У складі юніорської збірної Фінляндії учасник чемпіонатів світу 2013 і 2013.
Досягнення
- Срібний призер чемпіонату світу (2014)
- Срібний призер молодіжного чемпіонату світу (2014)
- Бронзовий призер юніорського чемпіонату світу (2013).

Нагороди
- Найкращий воротар юніорського чемпіонату світу (2013)
- Трофей Ярмо Васами — найкращий новачок Лійги (2014)